# Таганаево
Таганаево (баш. Тағанаев) — деревня в Кушнаренковском районе Республики Башкортостан Российской Федерации. Входит в состав Старокамышлинского сельсовета.

## География

### Географическое положение
Деревня располагается на берегу озера Барский Угол (Барское).
Расстояние до:
- районного центра (Кушнаренково): 42 км,
- центра сельсовета (Старые Камышлы): 7 км,
- ближайшей ж/д станции (Уфа): 35 км.

## Население
| 2002 | 2009 | 2010 |
| ---- | ---- | ---- |
| 3    | ↗5   | ↗9   |

### Национальный состав
Согласно переписи 2002 года, преобладающие национальности — башкиры (67 %), русские (33 %).